# Sybra basirufa
Sybra basirufa là một loài bọ cánh cứng trong họ Cerambycidae.